# Наранья (Флорида)
Наранья (англ. Naranja) — переписна місцевість (CDP) в США, в окрузі Маямі-Дейд штату Флорида. Населення — 13 509 осіб (2020).

## Географія
Наранья розташована за координатами 25°30′58″ пн. ш. 80°25′19″ зх. д. / 25.51611° пн. ш. 80.42194° зх. д. (25.516148, -80.421926).  За даними Бюро перепису населення США в 2010 році переписна місцевість мала площу 4,25 км², з яких 3,77 км² — суходіл та 0,48 км² — водойми.

## Демографія
Згідно з переписом 2010 року, у переписній місцевості мешкали 8303 особи в 2518 домогосподарствах у складі 1993 родин. Густота населення становила 1953 особи/км².  Було 2923 помешкання (687/км²).
Расовий склад населення:
| - 47,9 % — білих - 41,3 % — чорних або афроамериканців - 2,3 % — азіатів - 0,3 % — корінних американців - 5,2 % — осіб інших рас |

До двох чи більше рас належало 3,0 %. Частка іспаномовних становила 51,6 % від усіх жителів.
За віковим діапазоном населення розподілялося таким чином: 34,1 % — особи молодші 18 років, 60,9 % — особи у віці 18—64 років, 5,0 % — особи у віці 65 років та старші. Медіана віку мешканця становила 27,2 року. На 100 осіб жіночої статі у переписній місцевості припадало 92,5 чоловіків;  на 100 жінок у віці від 18 років та старших — 85,7 чоловіків також старших 18 років.
Середній дохід на одне домашнє господарство  становив 36 964 долари США (медіана — 29 149), а середній дохід на одну сім'ю — 39 682 долари (медіана — 32 297). Медіана доходів становила 31 535 доларів для чоловіків та 26 463 долари для жінок. За межею бідності перебувало 37,9 % осіб, у тому числі 54,1 % дітей у віці до 18 років та 15,5 % осіб у віці 65 років та старших.
Цивільне працевлаштоване населення становило 3243 особи. Основні галузі зайнятості: роздрібна торгівля — 21,0 %, освіта, охорона здоров'я та соціальна допомога — 20,9 %, мистецтво, розваги та відпочинок — 11,4 %, науковці, спеціалісти, менеджери — 9,7 %.